# بيتر فيشر (متزحلق جبال الألب)
بيتر فيشر (بالألمانية: Peter Fischer)‏ هو متزحلق جبال الألب ألماني، ولد في 25 فبراير 1954 في أوبرستدورف في ألمانيا.

## وصلات خارجية
- بيتر فيشر على موقع الاتحاد الدولي للتزلج (التزلج على المنحدرات الثلجية) (الإنجليزية)
- بيتر فيشر على موقع أوليمبيديا (الإنجليزية)